# 허순길
허순길(許淳吉, 1933년 2월 13일~2017년 1월 10일)은 대한민국의 신학자이며 목사였다.
고려신학교와 네덜란드 캄펜신학교 석사학위와 박사학위를 받았다. 1972년 9월 캄파이어스 교수 밑에서 박사학위를 받고 귀국하여 고려신학대학원 대학교에서 교회사로 있다가 은퇴하였다. 그의 장례식은 부의금, 조화등을 사양한 아름다운 5無를 실천하였다. 전공인 교회사 관련 저서들로는 ｢고려신학대학원 50년사｣, ｢한국장로교회사｣, ｢큰 사건, 큰 인물을 따라 교회사 산책｣, ｢어둠 후에 빛: 세계교회 역사 이야기｣, ｢봉사신학 개론｣과 ｢개혁주의 설교: 원리와 시행｣에 이어 설교집으로는 ｢교회 절기 설교｣, ｢구속자적 신약 설교｣, ｢구속사적 구약 설교｣, ｢개혁해가는 교회｣, ｢개혁교회의 목회와 생활｣, ｢잘 다스리는 장로｣, ｢개혁주의의 진리와 생활｣이 있다. 교리문답 설교집으로는 ｢사도신경, 십계명, 주기도 해설 설교집｣, ｢교리문답 해설 설교 1-2｣.

## 학력
- 계명대학교 문학사

- 고신대학교 문학사

- 고려신학대학원

- 화란 캄펜신학교 (개혁신학대학원 석사)

- 화란 캄펜신학교 개혁신학대학원 신학박사[4]

## 저서들
- Prebyter en Volle Rechten, Kampen 1972
- The Church Fraserved Through Fires, INHERITANCE PUBLICATIONS CANADA U,S A, 2006
- 봉사신학개론 (도서출판 영문 1992)
- 교회 절기 설교 (기독교 문서 선교회 1996)
- 고려신학대학원 50년사: 고려내학교 신학대학원(도서출관 영문 1996)
- 개혁해가는 교회 (총회 출판국 1996)
- 개혁주의 설교 : 원리와 시행 (기독교 문서 선교회 1996)
- 개혁교회의 목회와 생활 (총회출판국 1997)
- 구속사적 신약설교 (SFC 출판부 2005)
- 구속사적 구약설교 (SFC 출판부 2006)
- 잘 다스리는 장로 (도서출판 영문 2007)
- 한국장로교회사 :고신교회중심 (도서출판 영문 2008)
- 큰 사건, 큰 인물을 따라 교회사 산책 (총회출판국 2009)
- 개혁주의의 진리와 생활:사도신경, 십계명, 주기도 해설 설교집 (도서출판 영문 2009)
- 교리문답 해설 설교 1-2 (사랑과 언약 2010)
- 어둠 후에 빛 : 세계 교회 역사 이야기 (셈페르 레포르만다 2014)
- 은혜로만 걸어온 길 셈페르 레포르만다 (셈페르 레포르만다 2014)

## 역서
- 종말론과 정경: J. Kamphuis (도서출판 영문 1992)

## 같이 보기
- 한상동
- 박윤선
- 오병세
- 이승미
- 이상규
- 하승무
- 한국의 신학자 목록
- 개혁신학자